# Liste der Naturdenkmale im Landkreis Helmstedt
Die Liste der Naturdenkmale im Landkreis Helmstedt nennt die Naturdenkmale im Landkreis Helmstedt in Niedersachsen.
Am 31. Dezember 2016 waren im Landkreis Helmstedt 21 Naturdenkmale verzeichnet.

## Naturdenkmale
| Bild                          | Bezeichnung                                                                | Ort, Lage                                                                         | Beschreibung                                                               | Schutzzweck | Nummer      |
| ----------------------------- | -------------------------------------------------------------------------- | --------------------------------------------------------------------------------- | -------------------------------------------------------------------------- | ----------- | ----------- |
| Fotos hochladen               | Felsen, auf dem die Kirche steht                                           | Königslutter am Elm Groß Steinum (52° 15′ 53,4″ N, 10° 52′ 14,8″ O)               |                                                                            |             | ND HE 00001 |
| Fotos hochladen               | Wippstein und Bockshornklippe                                              | Königslutter am Elm Groß Steinum (52° 16′ 5,1″ N, 10° 52′ 26″ O)                  | Gesteinsformation aus Knollenquarzit am Nordhang unterhalb des Dorms       |             | ND HE 00002 |
| mehr Fotos \| Fotos hochladen | Lübbensteine                                                               | Helmstedt (52° 13′ 51,2″ N, 10° 59′ 12,7″ O)                                      | Zwei Megalithanlagen⊙ am Westrand von Helmstedt.                           |             | ND HE 00003 |
| mehr Fotos \| Fotos hochladen | Kaiser-Lothar-Linde                                                        | Königslutter am Elm (52° 14′ 38,6″ N, 10° 48′ 56″ O)                              |                                                                            |             | ND HE 00004 |
| Fotos hochladen               | Prügel-Eiche                                                               | Velpke (52° 24′ 38,3″ N, 10° 56′ 5,7″ O)                                          |                                                                            |             | ND HE 00005 |
| Fotos hochladen               | Bugenhagen-Linde                                                           | Königslutter am Elm Lauingen (52° 16′ 1″ N, 10° 47′ 11,4″ O)                      | benannt nach dem evangelischen Prediger und Reformator Johannes Bugenhagen |             | ND HE 00006 |
| Fotos hochladen               | 2 Linden                                                                   | Süpplingenburg (52° 14′ 24,1″ N, 10° 55′ 57,6″ O)                                 | südöstlich des Ortes am Ochsenberg                                         |             | ND HE 00007 |
| BW                            | Gletscherschrammen                                                         | Velpke (52° 25′ 3″ N, 10° 55′ 55,6″ O)                                            | Gletscherschrammen in der Velpker Schweiz.                                 |             | ND HE 00008 |
| Fotos hochladen               | Soltauquelle                                                               | Gevensleben Watenstedt (52° 5′ 24,2″ N, 10° 49′ 18,3″ O)                          | Quelle der Soltau.                                                         |             | ND HE 00009 |
| Fotos hochladen               | Schunterquellen                                                            | Räbke (52° 11′ 19,7″ N, 10° 51′ 34,9″ O)                                          |                                                                            |             | ND HE 00010 |
| Fotos hochladen               | Zwillingslinde und Roßkastanie                                             | Königslutter am Elm Ochsendorf Alte Dorfstraße (52° 18′ 26,9″ N, 10° 48′ 35,2″ O) |                                                                            |             | ND HE 0011  |
| Fotos hochladen               | 2 Eichen                                                                   | Königslutter am Elm Ochsendorf Alte Dorfstraße (52° 18′ 23,7″ N, 10° 48′ 41,5″ O) |                                                                            |             | ND HE 0012  |
| BW                            | 2 Linden                                                                   | Königslutter am Elm Ochsendorf Alte Dorfstraße (52° 18′ 23,7″ N, 10° 48′ 41,5″ O) |                                                                            |             | ND HE 0013  |
| Fotos hochladen               | Eiche                                                                      | Königslutter am Elm Ochsendorf Am Sportplatz (52° 18′ 19,9″ N, 10° 48′ 56,8″ O)   |                                                                            |             | ND HE 0014  |
| BW                            | Linde                                                                      | Königslutter am Elm Rottorf (52° 18′ 21,7″ N, 10° 48′ 38,6″ O)                    | Linde an der Kirche.                                                       |             | ND HE 0015  |
| BW                            | Eiche                                                                      | Königslutter am Elm Uhry (52° 17′ 50,6″ N, 10° 51′ 26,2″ O)                       |                                                                            |             | ND HE 0016  |
| Fotos hochladen               | Erdfall und Teich mit Baumbestand und Röhrichtflächen („Bornumer Erdfall“) | Königslutter am Elm Bornum (52° 15′ 14,8″ N, 10° 46′ 26,8″ O)                     | Erdfall⊙ und Teich⊙ ca. 1,5 km ostsüdöstlich Bornum, Richtung Elm.         |             | ND HE 0017  |
| BW                            | Uferschwalbenkolonie an ehemaliger Kiesgrube                               | Lehre Im alten Teiche (52° 19′ 16″ N, 10° 40′ 6,2″ O)                             |                                                                            |             | ND HE 0018  |
| Fotos hochladen               | Streuobstwiese am Elz                                                      | Helmstedt Am Gehlberg (52° 12′ 45,8″ N, 10° 58′ 4,8″ O)                           | Streuobstwiese am Elz.                                                     |             | ND HE 0019  |
| BW                            | Ehemaliger Eisenerztagebau Rottorf am Klei                                 | Rennau Rottorf (52° 17′ 54,2″ N, 10° 56′ 57,1″ O)                                 |                                                                            |             | ND HE 0020  |
| BW                            | Frühere Ziegeleitongrube Lehrmann                                          | Helmstedt Am schwarzen Berge (52° 14′ 46,6″ N, 10° 59′ 38,8″ O)                   |                                                                            |             | ND HE 0021  |